# الجامعة الحكومية في غراندفالي
الجامعة الحكومية في غراندفالي أو جامعة ولاية غراندفالي وتعرف أيضا باسم جامعة غراندفالي (بالإنجليزية: Grand Valley State University)‏ هي جامعة عامة في بلدة ألنديل بولاية ميشيغان. تم تأسيسها في عام 1960 ويقع حرمها الرئيسي على 5,35 كيلومتر مربع وتقع غرب غراند رابيدز بـ19 كيلومتر تقريبا. تضم الجامعة أيضًا حرمًا جامعيًا في مدينة غراند رابيدز وهولاند، ومن المراكز الإقليمية في وادي باتل وديترويت ومسكيغون ومدينة ترافيرس.
الجامعة الحكومية في غراندفالي هي جامعة مختلطة شاملة تخدم أكثر من 24,000 طالب اعتبارًا من خريف 2021، من جميع مقاطعات ميشيغان الـ83 وعشرات الدول الأخرى والدول الأجنبية. تعد الجامعة واحدة من أكبر 100 جامعة في أمريكا، وتوظف أكثر من 3000 شخص مع حوالي 1,780 من أعضاء هيئة التدريس الأكاديميين و 1,991 من موظفي الدعم. يوجد بالجامعة خريجون في جميع الولايات الأمريكية الخمسين، وكندا، و25 دولة.
يُطلق على الفرق الرياضية من القسم الثاني من الرابطة الوطنية لرياضة الجامعات التابعة للجامعة اسم ليكرز، وتتنافس في مؤتمر البحيرات العظمى بين الكليات الرياضي (بالإنجليزية: Great Lakes Intercollegiate Athletic Conference)‏ في جميع الألعاب الرياضية بين الكليات الـ19. لقد فازوا بـ20 بطولة وطنية من الرابطة الوطنية لرياضة الجامعات منذ عام 2002 في سبع رياضات مختلفة.

## تاريخ الجامعة

### التأسيس والتخطيط والبناء
في عام 1958، كلفت الهيئة التشريعية في ميشيغان بإجراء دراسة أظهرت الحاجة إلى كلية مدتها أربع سنوات في منطقة غراند رابيدز، ثاني أكبر منطقة حضرية في ميشيغان. أنشأ رجل الأعمال المحلي بيل سيدمان لجنة لدراسة التقرير وقيادة التخطيط والترويج لإنشاء مثل هذه المؤسسة. في العام التالي، أنشأت الهيئة التشريعية في ميشيغان الكلية. تم إجراء مسابقة تسمية، وتم اختيار «كلية ولاية غراند فالي» من بين 2500 طلب. تم تأمين التبرعات الخاصة، بما في ذلك 350,000 دولار لشراء الأرض و 1,000,000 دولار للبناء، من 5000 فرد ومنظمة وعمل في جميع أنحاء غرب ميشيغان. في عام 1961، اختار مجلس التحكم في كلية غراندفالي ستيت 876 أكر (3.55 كـم2) في مقاطعة أوتاوا بالقرب من النهر الكبير للحرم الجامعي الجديد، وبدأ تشييد المباني الأكاديمية في العام التالي.
| الرئيس              | السنوات       |
| ------------------- | ------------- |
| جيمس زومبيرج        | 1962-1969     |
| أرند لوبيرز         | 1969-2001     |
| مارك موراي          | 2001-2006     |
| توماس جيه هاس       | 2006-2019     |
| فيلومينا في مانتيلا | 2019 إلى الآن |

### السنوات الأولى
قبلت كلية ولاية غراندفالي أول دفعة من 225 طالبًا في عام 1963 وتخرجت لأول مرة من 138 طالبًا في 18 يونيو 1967. شهد منتصف الستينيات من القرن الماضي إضافة أول مهاجع وإنشاء مبانٍ أكاديمية جديدة، بما في ذلك مكتبة زومبيرغ، التي سميت على اسم أول رئيس للجامعة، جيمس زومبيرغ.
في عام 1969، طبعت مجلة غراندفالي لانثورن (Grand Valley Lanthorn) عددًا يحتوي على العديد من الألفاظ والشتائم. بعد شكاوى من البعض في كلية ولاية غراندفالي والمجتمعات المحيطة، في مقاطعة أوتاوا، ميشيغان، ألقى الشريف القبض على المحرر، وأغلق المدعي العام مكتب الصحيفة. رفعت الجامعة، التي كانت آنذاك كلية مختلطة، دعوى قضائية ضد الشريف والمدعي العام لإغلاق مكاتب لانثورن. في النهاية، قام المدعي العام في ميشيغان بتسوية القضية خارج المحكمة، وحكم لصالح كلية ولاية غراندفالي. التي أشارت إلى أن محتوى مجلة لانثورن يدخل ضمن نطاق حرية التعبير.
خلال السبعينيات من القرن الماضي، استخدمت كلية ولاية غراندفالي مفهوم الكلية المتعددة: «كلية الآداب والعلوم»، و«كلية توماس جيفرسون»، و«كلية ويليام جيمس»، و«كلية سيدمان للأعمال»، و«الكلية الرابعة». وقّع حاكم ميشيغان السابق ويليام ميليكين على قانون لتغيير الاسم إلى كليات ولاية غراندفالي في عام 1973. ومع ذلك، تم حذف حرف "s" الذي يدل على الجمع وأعيد الاسم إلى كلية ولاية غراندفالي في عام 1983 عندما أعيدت هيكلة البرامج الأكاديمية إلى أقسام.

### من كلية إلى جامعة شاملة
في عام 1987، أقر المجلس التشريعي في ولاية ميشيغان قانونًا أعاد تسمية الكلية إلى «جامعة ولاية غراندفالي». شهدت الثمانينيات والتسعينيات إضافة حرم جامعي أو مراكز تابعة في وسط مدينة غراند رابيدز ومسكيغون وهولاند ومدينة ترافيرس. في عام 2004، أعاد مجلس التحكم تنظيم هيكل الجامعة مرة أخرى إلى نظام جامعي يتكون من كلية الآداب والعلوم الليبرالية، كلية الدراسات متعددة التخصصات، كلية المجتمع والخدمة العامة، كلية التربية، كلية المهن الصحية، كلية كيركوف للتمريض، وكلية سيدمان للأعمال، وكلية سيمور وإستر بادنوس للهندسة والحوسبة. بدأ الفصل الدراسي في خريف 2010 احتفالًا لمدة عام كامل بأول 50 عامًا من التاريخ والتغيير للجامعة. أكملت كلية ولاية غراندفالي سنواتها الخمسين الأولى بحملة شاملة جمعت ما يقرب من 100 مليون دولار من أكثر من 17000 مانح، مما يجعلها أكبر حملة لبناء جامعة حتى الآن. ساعدت الأموال التي تم جمعها خلال الحملة في تمويل العديد من مشاريع البناء في الحرم الجامعي، بما في ذلك مكتبة ماري إدما بيو ومركز وليام سيدمان.

### استمرار النمو بعد الذكرى الخمسين
في عام 2012، أعلنت الجامعة الحكومية في غراندفالي عن العديد من مشاريع البناء وشراء الأراضي. تشمل المباني المستقبلية التي سيتم تشييدها مبنى مختبر الأحياء الجديد وإضافة وتجديد مكتبة زومبيرغ في حرم ألندايل. شملت عمليات شراء الأراضي في عام 2012 عقارات في وسط مدينة غراند رابيدز المجاورة للميل الطبي لتوسيع برنامج الرعاية الصحية. في عام 2013، أعلنت الجامعة الحكومية في غراندفالي أنها ستضيف إلى قاعة «أوه سابل» وبناء مبنى لإيواء متجر لايك التابع للجامعة الحكومية في غراندفالي (المعروف في مكتبة الجامعة قبل أبريل 2015)، مع مرافق طعام موسعة.

## الحُرم الجامعية والمراكز

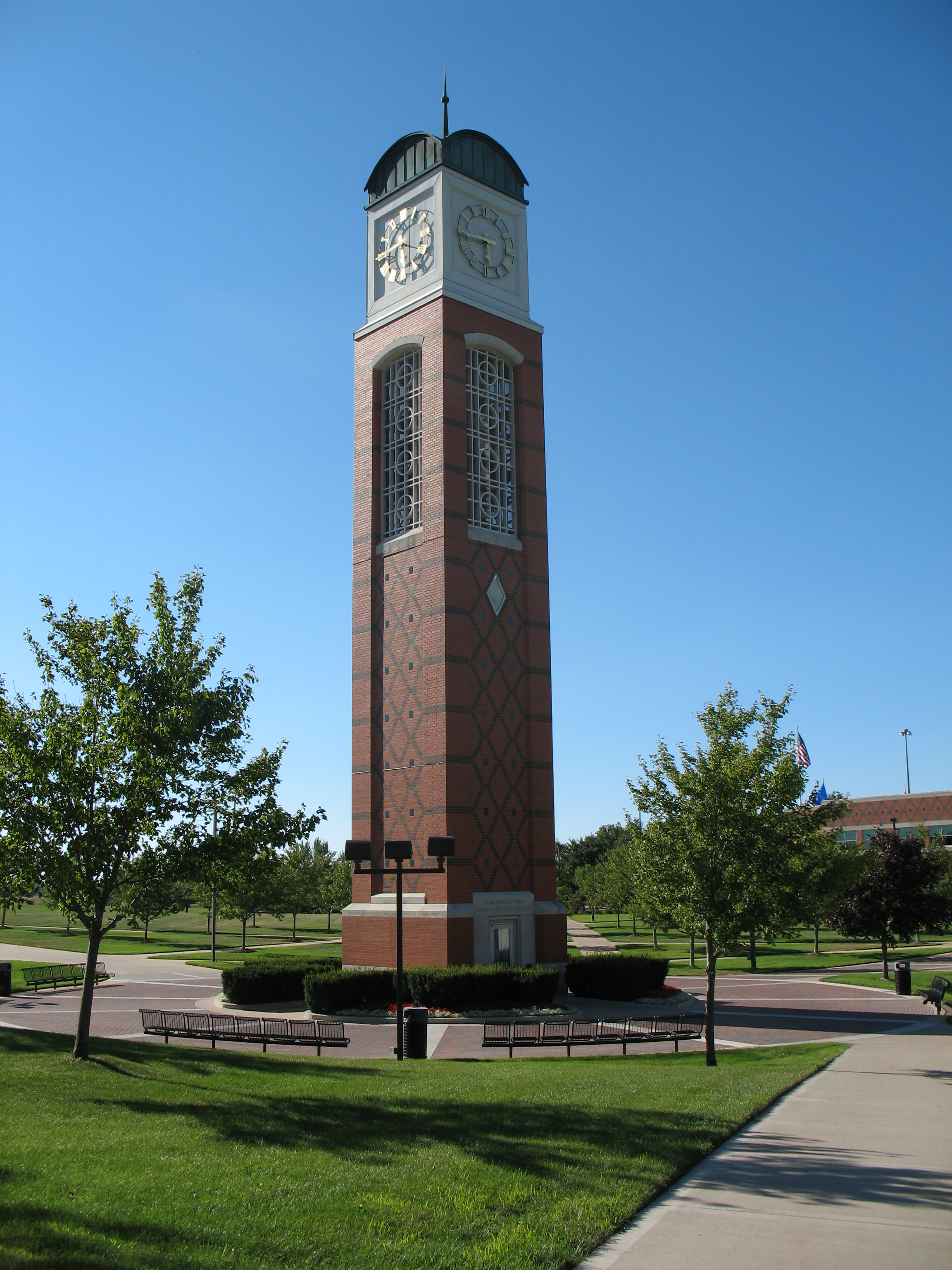
برج كوك كاريلون في حرم جامعة ولاية غراندفالي بألينديل

يوجد في جامعة غراندفالي ثلاثة أحرم جامعية: الحرم الجامعي الرئيسي في ألندايل وحرمان جامعيان في المنطقة المحيطة. توجد أيضًا مراكز أصغر في مسكوغون وديترويت ومدينة ترافرس.
تقوم شراكة النقل ما بين الحضري (بالإنجليزية: Interurban Transit Partnership)‏ بتشغيل العديد من خطوط الحافلات السريعة بموجب عقد مع الجامعة. يمكن للجمهور ركوب هذه الحافلات عن طريق دفع الأجرة، ولكن الركوب مجاني لطلاب جامعة غراندفالي وأعضاء هيئة التدريس والموظفين على جميع الطرق السريعة ببطاقة هوية صالحة.

### حرم ألنديل

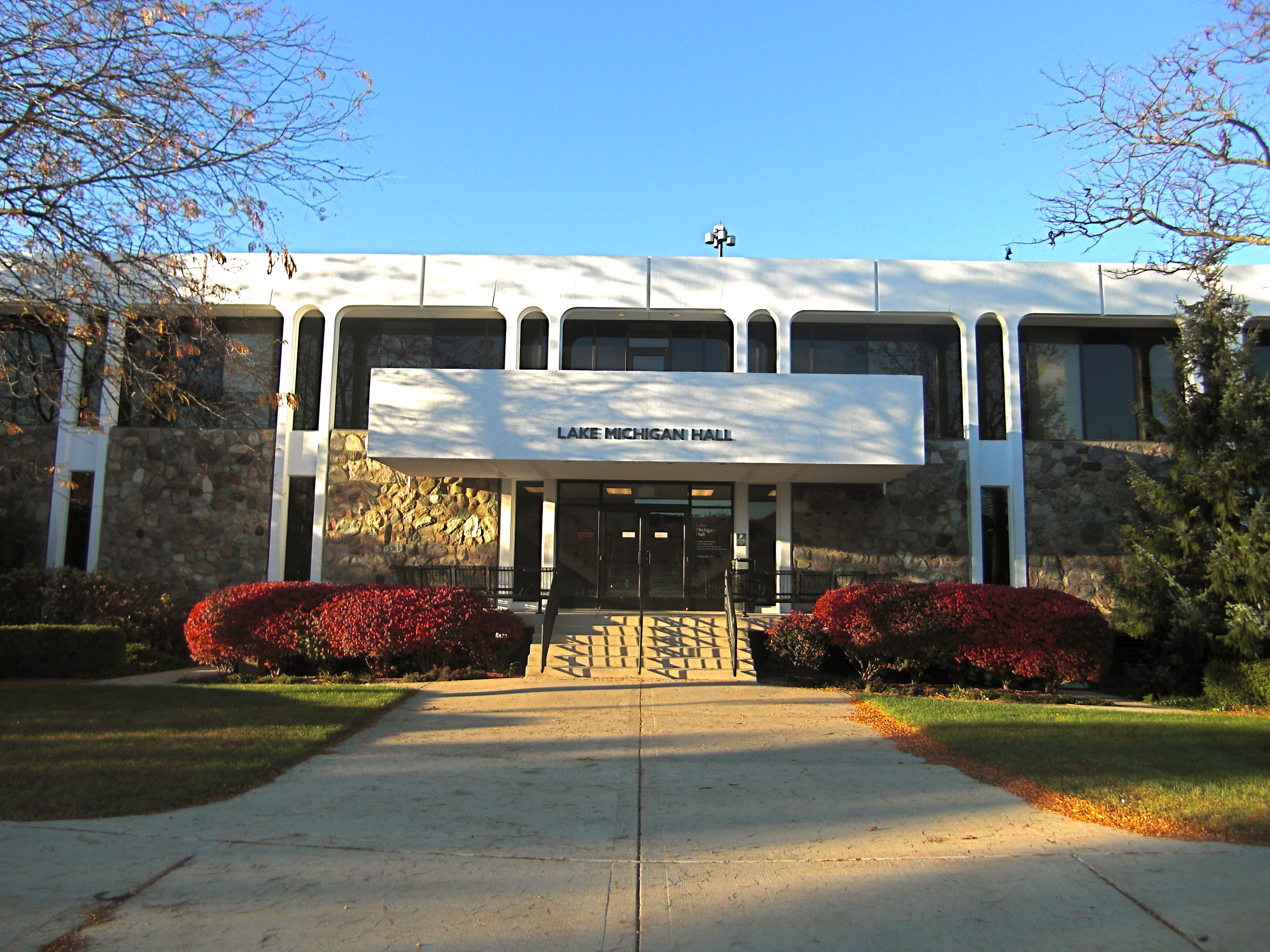
أحد المباني الأولى للجامعة الحكومية في غراندفالي وجزء من مجمع البحيرات الكبرى - قاعة بحيرة ميشيغان

الحرم الجامعي الرئيسي والأصلي للجامعة في ألنديل هو موقع معظم برامج الجامعة. يتكون حرم ألنديل الجامعي من 1,322 فدانًا يطفو فوق نهر غراند بجوار نظام من الوديان وينقسم إلى منطقتين، حرم جامعي شمالي وجنوبي، يفصل بينهما شارع ويست كامبس. يربط طريق الولاية السريع M-45 الحرم الجامعي في ضواحي ألينديل بطريق الولايات المتحدة السريع 31 / بحيرة ميشيغان إلى الغرب وغراند رابيدز بولاية ميشيغان إلى الشرق. ملعب لوبرز وملعب فيلدهاوز الجامعة وجميع المرافق الرياضية الأخرى للرياضات الجامعية الـ 19 التابعة للمدرسة موجودة أيضًا في حرم ألنديل. ينتشر في الحرم الجامعي العديد من المنحوتات، بما في ذلك أعمال ديل إلدريد وجوزيف كينبرو وجيمس كلوفر. تشمل المرافق الأكاديمية في حرم ألينديل 122 فصلاً دراسيًا، و 144 مختبراً بحثياً، و20 غرفة إعداد معملية، و 21 مختبر كمبيوتر، ومكتبة ماري إيديما بيو للتعليم والمعلومات. حرم ألندايل هو أيضًا موطن لقاعة كيندشي للعلوم، وهي منشأة علمية افتتحت في خريف عام 2015.
تم افتتاح مركز هولتون هوكر للتعلم والمعيشة، الذي يتسع لـ490 طالبًا، في أغسطس 2016. المبنى حاصل على الشهادة الفضية الريادة في تصميمات الطاقة والبيئة.

### حرم روبرت سي بيو في غراند رابيدز
يقع حرم روبرت سي. بيو غراند رابيدز الجامعي الذي يمتد على مساحة 65 أكر (260,000 م2) في قلب وسط مدينة غراند رابيدز وعلى ضفاف نهر جراند. يتكون من 11 مبنى وثلاث مساحات مستأجرة ويشمل مركز ريتشارد ديفوس ومركز إبرهارد ومركز كوك ديفوس (Cook-DeVos) للعلوم الصحية ومركز وليام سيدمن (L. William Seidman) وبرج عائلة بيكرين (Beckering Family Carillon Tower) ومقر ديبوت (الذي يضم مقر ميشيغان لتطوير الأعمال والتكنولوجيا الصغيرة)، ومركز هاوينشتاين للدراسات الرئاسية، ومختبرات كيلر الهندسية، وقاعة جون سي كينيدي للهندسة، وقاعة بيتر ف. عادة ما يشغل طلاب الدراسات العليا رواق وينتر (Winter Hall) وهو مؤثث بالكامل مع الأجهزة. تشمل هذه المرافق 57 فصلاً دراسيًا، و78 مختبراً بحثياً، و23 غرفة تحضير معمل، و11 مختبر كمبيوتر، ومكتبة ستيلكايس.

### الحرم الصحي

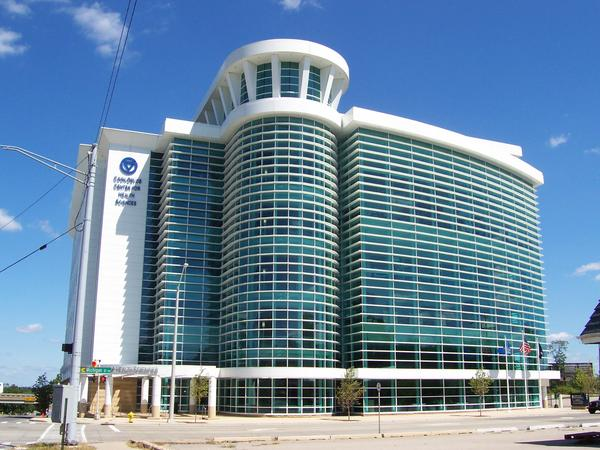
مركز كوك ديفوس للعلوم الصحية، وهو جزء من الحرم الجامعي الصحي في وسط مدينة غراند رابيدز

يعد الحرم الجامعي الصحي الذي يمتد على مساحة 14.5 أكر (59,000 م2) جزءًا من منطقة غراند رابيدز الصحية ويضم العديد من برامج الجامعة الحكومية في غراندفالي الصحية. مركز مركز كوك ديفوس للعلوم الصحية (CHS)، الذي تم افتتاحه في عام 2003، وصل إلى طاقته في عام 2011. لاستيعاب النمو في العلوم الصحية، أكملت الجامعة الحكومية في غراندفالي قاعة راليه فنكلستاين (Raleigh J. Finkelstein) التي تبلغ تكلفتها 37.5 مليون دولار شمال مركز كوك ديفوس للعلوم الصحية،  وفي عام 2018 بدأ العمل في المرحلة التالية، وهو مركز دانييل وباميلا ديفوس (Daniel and Pamella DeVos) للصحة العامة (Interprofessional Health)، وهو مبنى بقيمة 70 مليون دولار سيتم إلحاقه بمركز كوك ديفوس للعلوم الصحية ويتضمن مبنى لوقوف السيارات مشتركًا مع مبنى سبكتروم هيلث (Spectrum Health) القريب.

### حرم ميجر في هولاند
تم افتتاح الحرم الجامعي ميجر، خارج وسط مدينة هولاند مباشرة، في عام 1998 وتم تسميته باسم عائلة ميجر لتبرعهم السخي بالأرض. يضم الحرم الجامعي برامج التعليم المستمر على 30,693 قدم مربع (2,851.5 م2) من مساحة البناء وتحتوي على 12 فصلا دراسيا، قاعتين للاجتماعات، 3 مختبرات و 11 مكتب.

### مراكز مسكيغون
تمتلك الجامعة الحكومية في غراندفالي ثلاثة مواقع في مسكيغون:
- تأسس مركز جيمس إل ستيفنسون للتعليم العالي في كلية مجتمع مسكيغون في خريف عام 1995 كمشروع مشترك بين الجامعة الحكومية في غراندفالي وجامعة ولاية فيريس وجامعة ميتشيجان الغربية. يقدم المركز العديد من برامج الدراسات العليا والجامعية في الجامعة الحكومية في غراندفالي.[34]
- مركز بحيرة ميشيغان، الذي يضم معهد أنيس للموارد المائية (Annis Water Resources Institute).[35]
- مركز ميشيغان للطاقة البديلة والمتجددة (Michigan Alternative and Renewable Energy Center)، وهو أول مرفق تجريبي متكامل تمامًا لتوليد الكهرباء الموزع باستخدام تقنيات الطاقة البديلة والمتجددة في الولايات المتحدة.[36][37]

### مركز مدينة ترافيرس
تأسس المركز الإقليمي لمدينة ترافيرس في خريف عام 1995 وهو موجود في مركز جامعة إن إم سي بالشراكة مع كلية نورث وسترن ميشيغان . يقدم المركز درجات البكالوريوس والدراسات العليا في التعليم والعمل الاجتماعي والدراسات الليبرالية. يسجل برنامج مساعد الطبيب في الجامعة الحكومية في غراندفالي من 10 إلى 14 طالبًا في حرم مدينة ترافيرس.

### مركز ديترويت
تأسس مركز ديترويت في عام 2012 عندما اشترت الجامعة الحكومية في غراندفالي مبنى باردن المجاور لحديقة كوميركا (Comerica Park) في وسط مدينة ديترويت بولاية ميشيغان لإيواء مكاتبها المدرسية المستأجرة. يضم المركز أيضًا منطقة جنوب شرق ميشيغان التابعة لمركز تطوير الأعمال والتكنولوجيا الصغيرة في ميشيغان، والذي تعتبر الجامعة الحكومية في غراندفالي المشرف عليه.

## التنظيم والإدارة

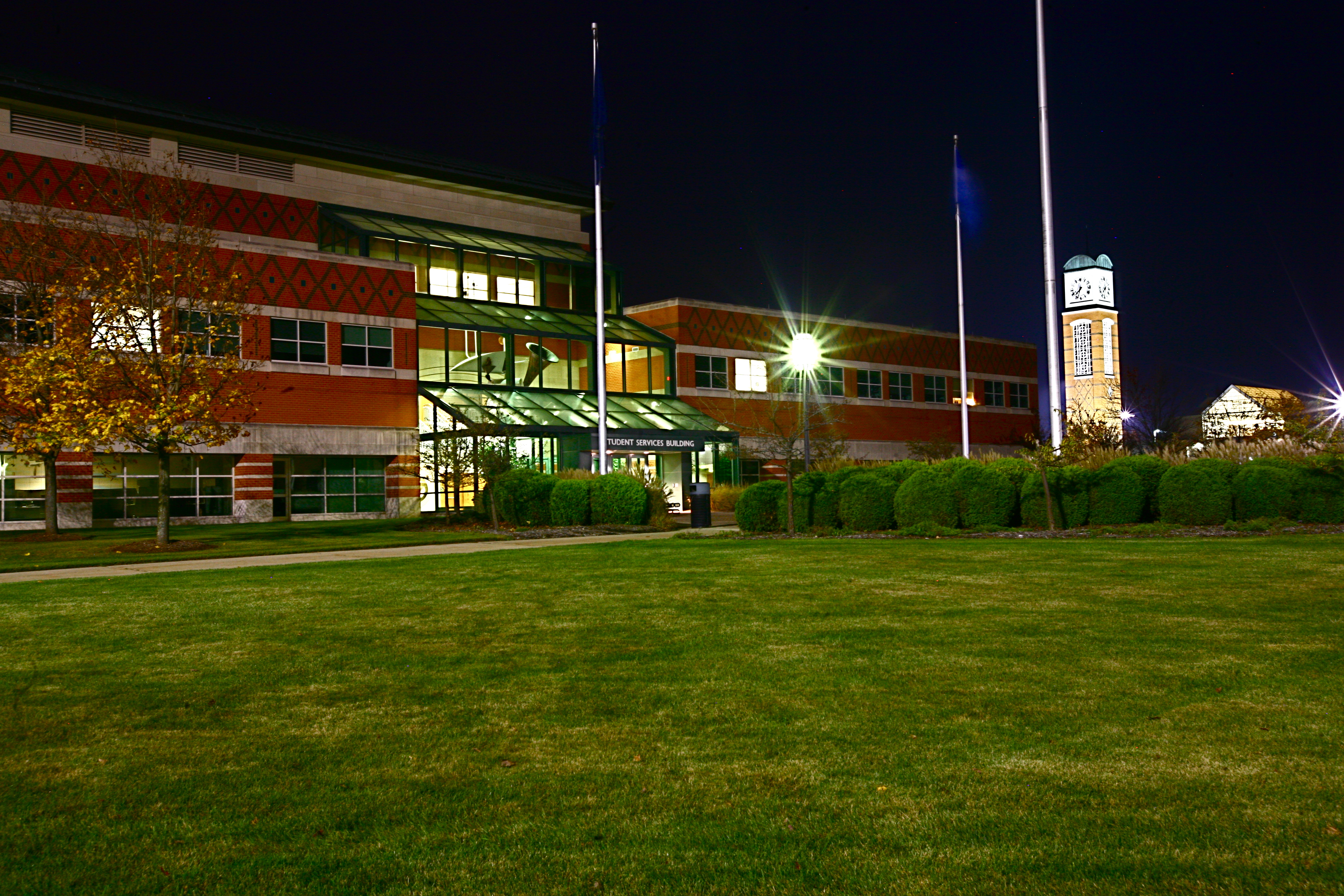
مبنى خدمات الطلاب في حرم جامعة ولاية غراندفالي - ألينديل

### الإدارة
يحكم جامعة ولاية غراندفالي مجلس أمناء مكون من ثمانية أعضاء، يتم تعيين أعضائه من قبل حاكم ولاية ميشيغان ويصادق عليهم مجلس شيوخ ميشيغان لمدة ثماني سنوات. هذا الإعداد منصوص عليه في دستور ولاية ميشيغان لعام 1963. يخدم أعضاء مجلس الإدارة بدون تعويض. يعين المجلس رئيس الجامعة، ويصوغ سياسات الجامعة، ويتحكم في الشؤون المالية للجامعة، ويعمل كهيئة إدارية عليا للمؤسسة. يدير رئيس الجامعة سياسات مجلس الأمناء.

### التمويل والميزانية
تبلغ ميزانية الصندوق العام للجامعة الحكومية في غراندفالي 351 مليون دولار، منها 275 مليون دولار من الرسوم الدراسية و 72 مليون دولار من اعتمادات الدولة. اعتبارًا من عام 2019، بلغ مبلغ المساعدة المالية للطلاب في الجامعة الحكومية في غراندفالي 289 مليون دولار، بما في ذلك 90 مليون دولار من المنح الدراسية والمنح. خلال العام الدراسي 2013-2014، حصل الطلاب المعالون بدوام كامل على جائزة متوسطة قدرها 13,276 دولارًا.

### السلامة العامة
تقدم إدارة شرطة غراندفالي خدمات إنفاذ القانون لحرم ألينديل. في حين أن الوزارة تتمتع بالصلاحيات الذاتية لفرض سلطتها القضائية، يتم أيضًا تفويض الضباط من قبل إدارة شرطة مقاطعة أوتاوا. لأن ألندل لايوجد قسم الشرطة، لا يمكن للشرطة في جامعة غراندفالي التعامل مع الحالات في أي مكان في مقاطعة أوتاوا، ولا سيما في ألندل والمنطقة المحيطة بها في الحرم الجامعي. يتعامل القسم مع القضايا الأمنية الأخرى، مثل وقوف السيارات ومخالفات القيادة، والشرطة المجتمعية، وكذلك المفقودات والعثور عليها. يخدم قسم إطفاء حرم ألنديل الجامعي. توظف إدارة السلامة العامة أيضًا العديد من الطلاب الذين يساعدون القسم من خلال أداء مجموعة متنوعة من المهام والخدمات الكتابية والأمنية. تُعد مراكز السلامة بحرم بيو (Pew Campus Security) والمراكز الإقليمية كيانًا متميزًا عن إدارة السلامة العامة، وتتولى قضايا الأمن والسلامة العامة في حرم بيو في غراند رابيدز (Grand Rapids Pew) وجميع المراكز الإقليمية بما في ذلك حرم ميجر في هولاند، وحرم مسكيجون الجامعي وحرم ترافيرس سيتي. هذا القسم غير محلف أو معتمد ويعتمد على إدارة شرطة غراند رابيدز وغيرها من وكالات إنفاذ القانون المحلية لإنفاذ القانون الرسمي عند الضرورة.

### الحكومة الطلابية
الحكومة الطلابية في جامعة غراندفالي معروفة رسميًا باسم مجلس الشيوخ الطلابي. يوجد 50 من أعضاء مجلس الشيوخ من الطلاب الذين يخدمون في واحدة من سبع لجان مختلفة. مكاتب الطلاب في مجلس الشيوخ موجودة في مركز كيركوف في حرم ألنديل التابع لجامعة جيفسو.

## الأكاديميون

### نبذة
تعد الجامعة الحكومية في غراندفالي جامعة شاملة سكنية كبيرة في المقام الأول ولديها نسبة كبيرة من الالتحاق بالجامعة والتركيز عليها. تقدم الجامعة أكثر من 200 مجال من مجالات الدراسة، بما في ذلك 82 تخصصًا جامعيًا و 36 برنامجًا للدراسات العليا تتضمن 74 برنامجًا للتركيز على الخريجين وشهادات  في مستويات الشهادة والبكالوريوس وما بعد البكالوريوس والماجستير وما بعد الماجستير والدكتوراه. منحت الجامعة 4448 شهادة جامعية و1033 درجة جامعية في 2012-2013.
يتكون الجسم الطلابي في الجامعة الحكومية في غراندفالي من 21,636 طالبًا جامعيًا و 3,458 طالب دراسات عليا في جميع الجامعات والمراكز مع وجود الغالبية في حرم ألنديل (اعتبارًا من خريف 2014). يمثل فصل خريف 2014 طالبًا جامعيًا واردًا من 4199 طالبًا، 80 مقاطعة ميشيغان و 23 ولاية و 20 دولة. يعيش 86٪ من طلاب السنة الأولى في الحرم الجامعي: اختار 3591 طالبًا جديدًا العيش في الحرم الجامعي في خريف 2014، بينما اختار 608 العيش خارج الحرم الجامعي. اعتبارًا من خريف 2014، التحق أكثر من 400 طالب دولي بالجامعة يمثلون 82 دولة مختلفة.
تم تصنيف القبول في الجامعة الحكومية في غراندفالي على أنه «أكثر انتقائية» من قبل مجلة يو إس نيوز آند وورد ريبورت حيث قبلت الجامعة 69 بالمائة من المتقدمين للعام الدراسي 2008-2009. دخل فصل الطلاب الجدد في خريف 2014 إلى الجامعة الحكومية في غراندفالي بمتوسط معدل تراكمي في المدرسة الثانوية يبلغ 3.54 ومتوسط درجات ACT المركبة 24.
أشارت مجلة US News and World Report في تقريرها عن «أفضل الكليات لعام 2011» إلى أن 98 بالمائة من خريجي الجامعة الحكومية في غراندفالي يجدون فرص عمل أو يسعون للحصول على درجات علمية متقدمة بعد التخرج.

### الكليات

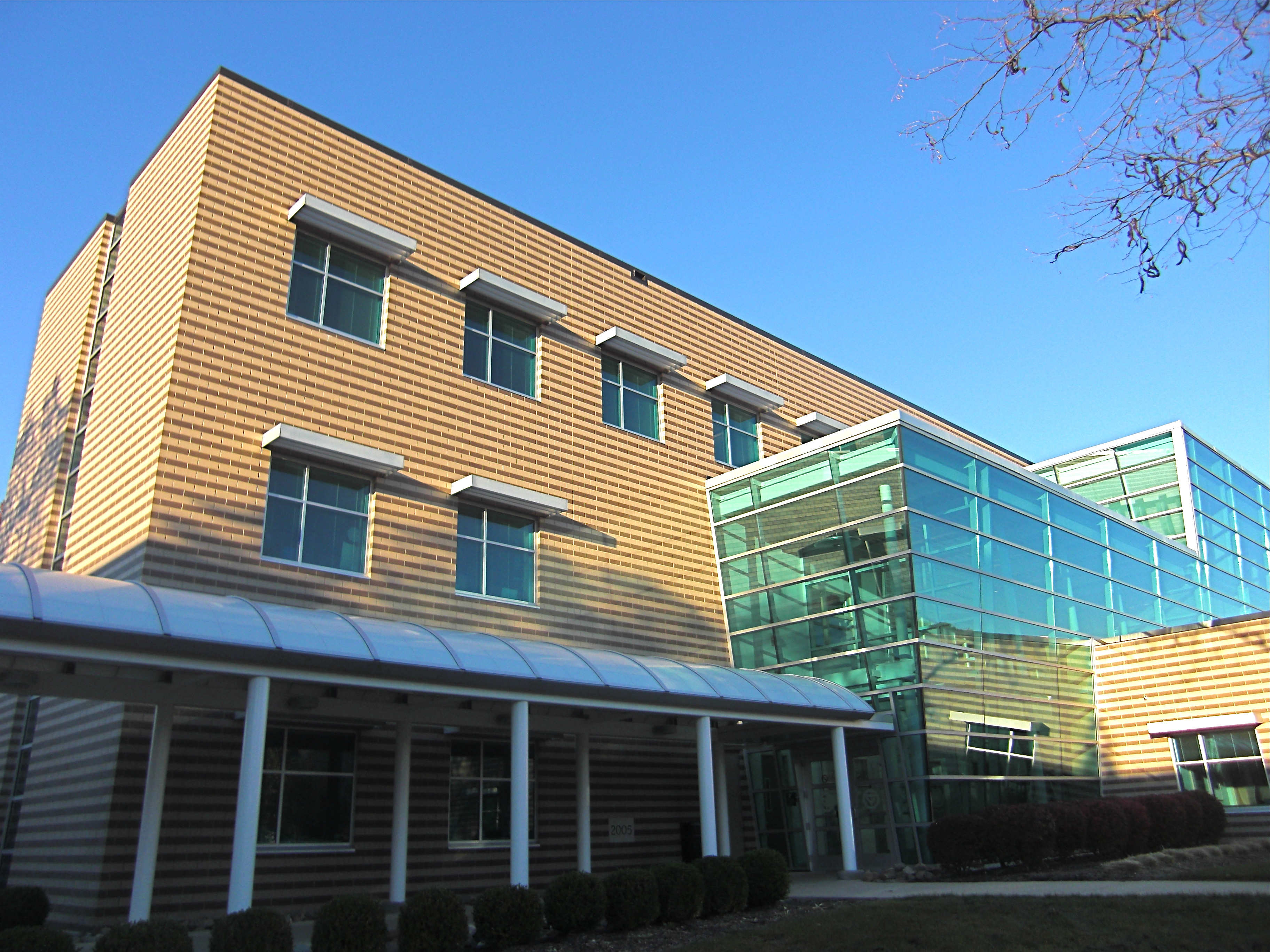
تعد قاعة بحيرة أونتاريو موطنًا لكلية بروكس للدراسات متعددة التخصصات، وهي جزء من مجمع البحيرات العظمى.

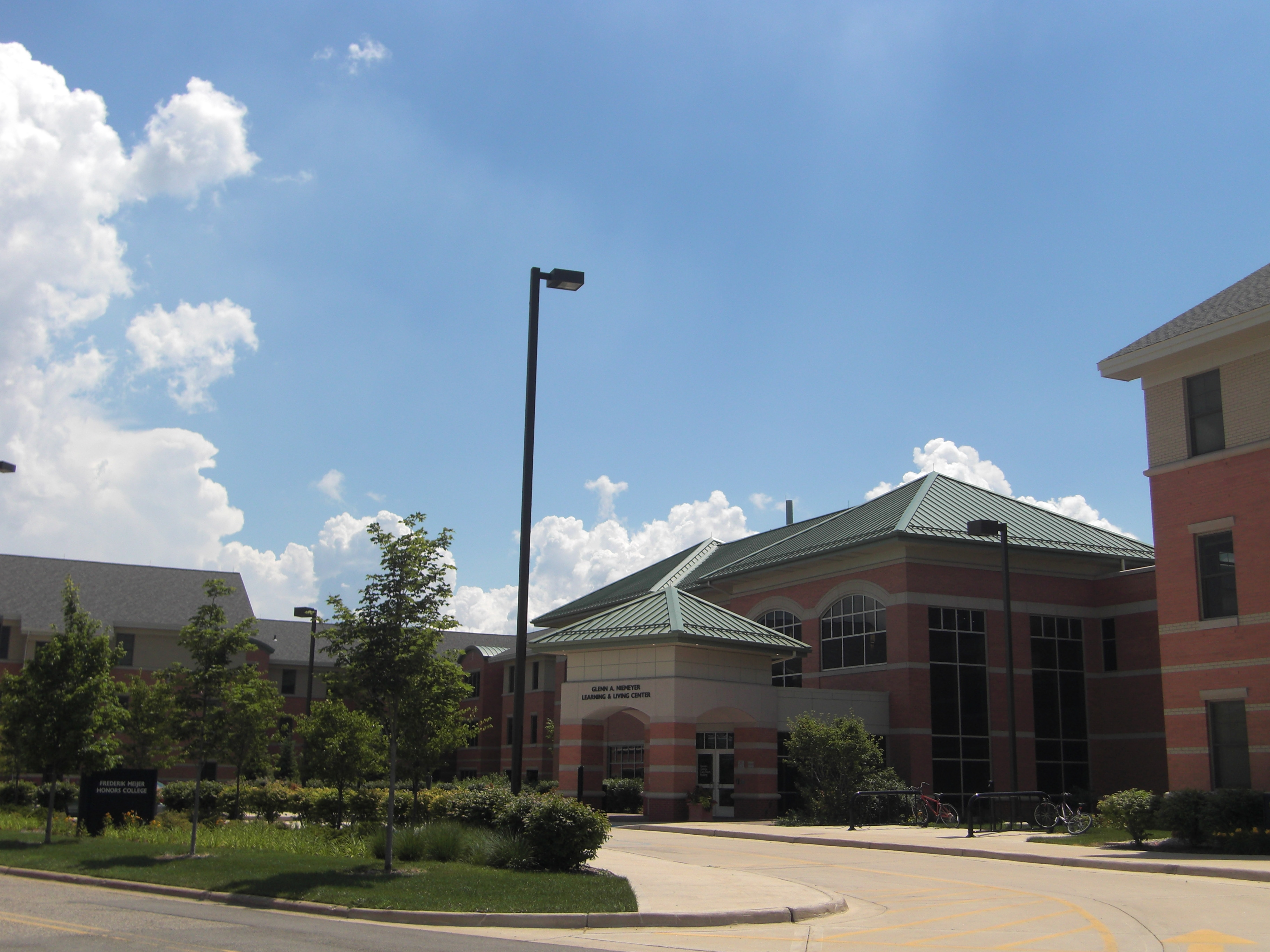
يعد مركز جلين إيه نيماير للتعلم والمعيشة مقرًا لكلية فريدريك ميجر الفخرية، ويقع في حرم ألنديل.

تتكون الجامعة من سبع كليات تمنح درجات علمية هي:
- كلية فريدريك سيدمان للأعمال
- كلية التربية والابتكار المجتمعي [53]
- كلية الآداب والعلوم الليبرالية [54]
- كلية سيمور وإستير بادنوس للهندسة والحاسوب [55]
- كلية المهن الصحية [56]
- كلية كيركوف للتمريض
- كلية بروكس للدراسات متعددة التخصصات [57]

تعد الجامعة الحكومية في غراندفالي أيضًا موطنًا لكلية فريدريك ميجر للمتفوقين (Frederik Meijer Honors)، وهي لا تمنح درجة علمية، ولكنها تهدف إلى توفير تعليم متعدد التخصصات أكثر تحديًا في بيئة التعلم والمعيشة. تقع الكلية الفخرية في مركز جلين إيه نيماير للتعلم والمعيشة على الجانب الجنوبي من حرم ألينديل الجامعي.

### الدراسة في الخارج
يتعاون مركز بادنوس الدولي مع الطلاب الذين يرغبون في الدراسة في الخارج. يوجد في الجامعة الحكومية في غراندفالي أكثر من 4,000 برنامج للدراسة بالخارج، منتسبين ومستقلين عن الجامعة، ويمكن للطلاب الاختيار من بينها.
في 1995 أسس بيمن ني (بالصينية: 倪培民) برنامج الجامعة الحكومية في غراندفالي للدراسة في شنغهاي، الصين، وبحلول العقد الأول من القرن الحادي والعشرين شارك هو وجيلنغ شانغ (بالصينية: 商戈令) في قيادته. تم استخدام الكلمات الشفوية والإعلانات في الفصول للترويج لها. صرح دانيال جولدن، مؤلف كتاب«مدارس التجسس: كيف استغلّت وكالة المخابرات المركزية ومكتب التحقيقات الفدرالي والاستخبارات الأجنبية جامعات أمريكا سراً» (بالإنجليزية: Spy Schools: How the CIA, FBI, and Foreign Intelligence Secretly Exploit America's Universities)‏، أن المنظمين واجهوا صعوبة في البداية في العثور على الطلاب المهتمين.

### التصنيف
صنفت مجلة يو إس نيوز آند وورد ريبورت الجامعة الحكومية في غراندفالي في المرتبة الثالثة في فئة «أفضل الجامعات الإقليمية العامة في الغرب الأوسط» والمرتبة 26 في فئة «الجامعات الإقليمية (الغرب الأوسط) المستوى 1» لعام 2014. تم تصنيف الجامعة الحكومية في غراندفالي أيضًا كأفضل كلية في الغرب الأوسط من قبل برينستون ريفيو. صُنفت الجامعة أيضًا كواحدة من «أفضل الكليات الأمريكية» من قبل مجلة فوربس والرابعة في ولاية ميشيغان، بعد جامعة ميتشيغان وجامعة ولاية ميشيغان وجامعة ميشيغان التكنولوجية، من حيث جودة التعليم وإنجاز الطلاب وخبرة. يحتل فندق جامعة غراندفالي المرتبة العاشرة بين المؤسسات الأمريكية التي تمنح درجة الماجستير من حيث العدد الإجمالي للطلاب الذين يدرسون في الخارج، وفقًا لمعهد التعليم الدولي في نيويورك. وفقًا لتقرير يو إس نيوز آند وورد ريبورت، تعد جامعة غراندفالي أيضًا الجامعة الأولى للماجستير في الغرب الأوسط، قبل جامعة كسفاريوس، وجامعة بتلر، جامعة ولاية ترومان، وكلية ألفيرنو. اعتبارًا من خريف عام 2009، كان لدى جامعة غراندفالي ثالث أعلى معدل احتفاظ لطالب طالبة في السنة الثانية بين جامعات ميشيغان العامة البالغ عددها 15 جامعة بنسبة 84 بالمائة. لمدة 14 عامًا متتالية، تم اختيار جامعة غراندفالي كواحد من أفضل 100 كلية مشتراة في أمريكا من قبل Institutional Research and Evaluation، Inc. تم تصنيف الجامعة أيضًا كواحدة من أفضل 25 كلية خضراء «متطورة» في الولايات المتحدة لعام 2009 من قبل دليل كابلان كوليدج، وهي جامعة ميشيغان الوحيدة التي حصلت على هذا التصنيف. تم تسجيل ما يزيد عن 5000 طالب في الدورات والتخصصات المتعلقة بعلوم الصحة، مما يجعل جامعة غراندفالي في مسيغان أكبر مزود لمتخصصي الرعاية الصحية. حازت كلية سيدمان للأعمال في غراندفالي على لقب «أفضل 301 كلية إدارة أعمال» من قبل برينستون ريفيو. صنفت يو إس نيوز آند وورد ريبورت أيضًا العديد من برامج الدراسات العليا في GVSU من بين الأفضل في البلاد. تشمل هذه البرامج «الأفضل» العلاج الطبيعي، والتمريض، والعمل الاجتماعي، ومساعد الأطباء، والعلاج المهني، والشؤون العامة، والأعمال.

### الأبحاث

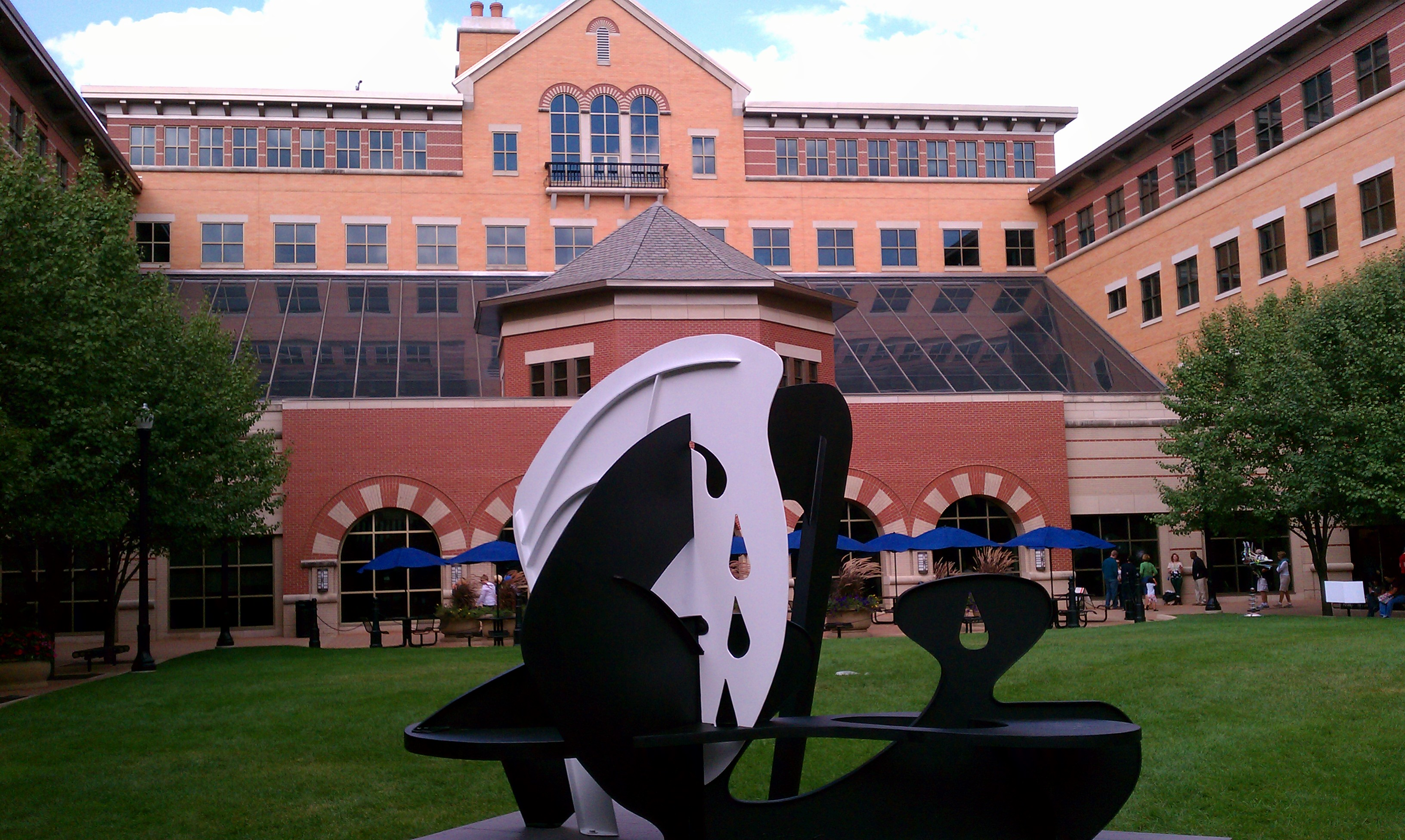
مركز ريتشارد إم ديفوس في حرم بيو

خلال العامين السابقين لشهر أكتوبر 2009، شارك باحثون جامعيون في أكثر من 186 مشروعًا بحثيًا تم تمويلها بأكثر من 32.7 مليون دولار في شكل منح. يجري معهد Annis Water Resources Institute في جامعة غراندفالي أبحاثًا حول موارد المياه، بما في ذلك: هيكل النظام البيئي ووظيفته، والملوثات وعلم السموم، والهيدرولوجيا، واستخدام الأراضي، ومستجمعات المياه، والجداول، وبيئة الأراضي الرطبة، ونوعية المياه، وعلم المياه الأساسية والتطبيقية. تلقى مركز ميشيغان للطاقة البديلة والمتجددة التابع للجامعة مؤخرًا تمويلًا لمشروع تقييم طاقة الرياح البحرية في بحيرة ميشيغان بقيمة 3.7 مليون دولار لاختبار طاقة الرياح في بحيرة ميشيغان. يجب أن يستغرق البحث ثلاث سنوات حيث سيتم استخدام عوامة عائمة ونقلها لجمع البيانات من مواقع مختلفة على البحيرة.

### الاعتماد الأكاديمي
تم اعتماد جامعة غراندفالي كمؤسسة من قبل لجنة التعليم العالي. يوجد في جامعة غراندفالي أيضا اعتماد برنامج البكالوريا مع جمعية تطوير كليات إدارة الأعمال أي أي سي أس بي، والاعتماد الأكاديمي للهندسة والتكنولوجيا، APTA، CSWE، NASAD، NASM، NCATE، و NLN.

### شراكات بين جامعة غراندفاليوجامعة ولاية ميشيغان
تحتفظ كلية الطب البشري بجامعة ولاية ميشيغان بمركز سيشيا، وهو حرم جامعي طبي في وسط مدينة غراند رابيدز. إلى جانب جامعة غراندفالي  ومستشفيين من غراند رابيدز، فهي عضو مؤسس في شركاء غلااند رابيدز في التعليم الطبي (Grand Rapids Medical Education Partners). تتيح هذه الشراكة «فرصًا تعليمية للمقيمين والزملاء والأطباء الممارسين ومساعدي الأطباء والممرضات والطلاب في المهن الصحية الأخرى».
يحتفظ برنامج الضمان المبكر بمساحات في برنامج جامعة ولاية ميشيغان الطبي لخريجي ما قبل الطب الأعلى أداءً في جامعة غراندفالي. يتمثل أحد أهداف البرنامج في اختيار طلاب الجامعات من الجيل الأول والطلاب من المناطق المحرومة والطلاب الذين أعربوا عن رغبتهم في العمل في تخصصات طبية عالية الطلب. يجب أن يوافق الطلاب الملتحقون بالبرنامج على العمل في المناطق المحرومة من الخدمة بعد أن يكملوا شهاداتهم الطبية. انضمت المجموعة الأولى المكونة من ستة طلاب إلى هذا البرنامج خلال فصل الخريف 2010.
أعلنت الجامعتان عن برنامج مشترك متخصص في إدارة التجارب السريرية، يهدف إلى توفير الأسس لإجراء تجارب الأدوية السريرية في غرب ميشيغان. إنه برنامج شهادة عبر الإنترنت، وقد بدأ بناءً على طلبات من شركات تجارب الأدوية المحلية. كان من المقرر أن يبدأ البرنامج في فصل الخريف لعام 2011.

## مكتبات الجامعة

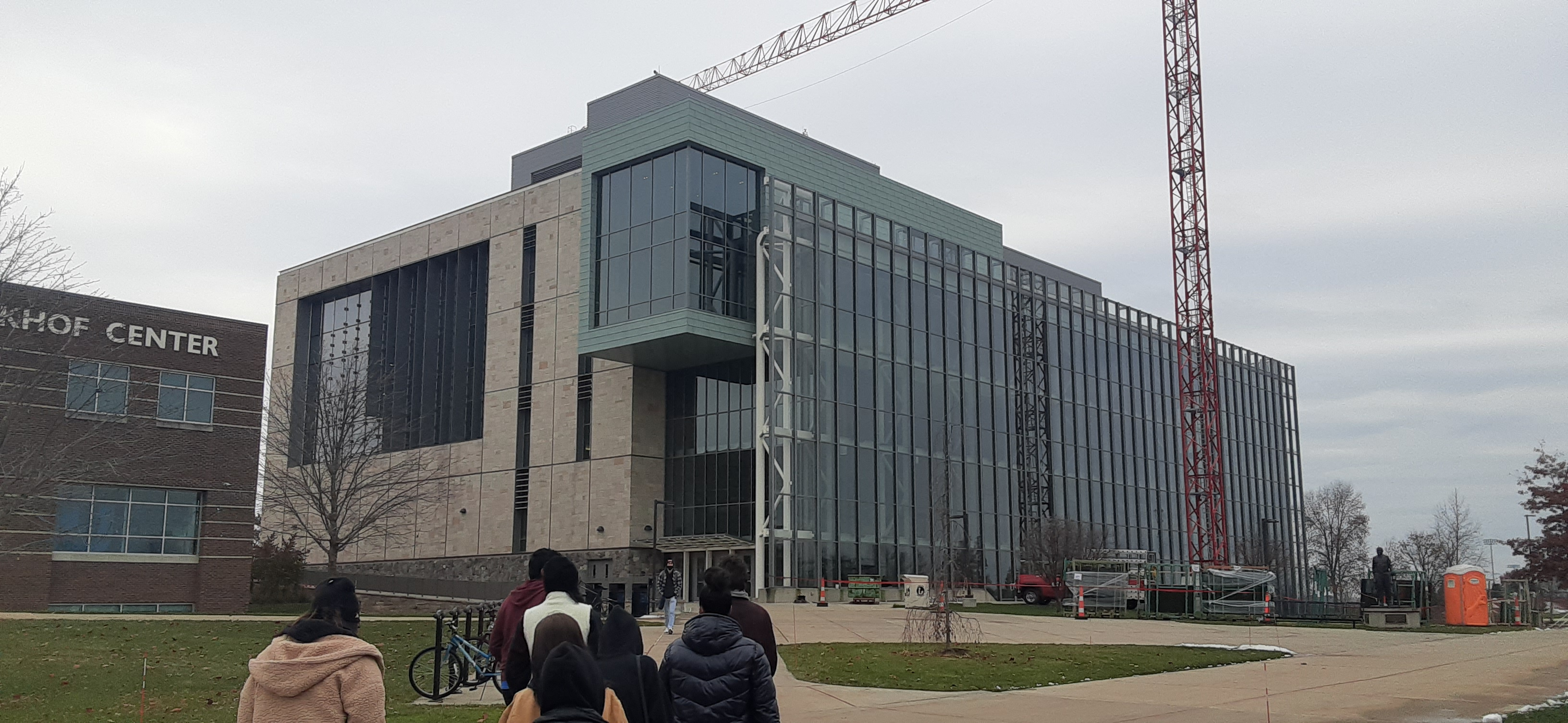
مكتبة ماري إيديما بيو في حرم ألينديل

تتمثل مهمة مكتبات الجامعة الحكومية في غراندفالي في «إثراء المهمة التعليمية للجامعة من خلال تعزيز النمو الفكري والاكتشاف. من خلال اكتساب المعرفة وتطبيقها ونشرها والحفاظ عليها، نسعى جاهدين لخدمة المجتمع والدولة والأمة والعالم».

### مواقع المكتبات
تم تصميم مجموعة كل مكتبة وفقًا لموقعها والبرامج التي تخدمها، مع التوصيلات اليومية بين المواقع.
- مكتبة ماري إيديما بيو (ألينديل)
- منزل سيدمان (ألينديل)
- مكتبة ستيلكيس (غراند رابيدز)
- مركز التعلم لمؤسسة فراي (غراند رابيدز)
- مكتبة مواد المناهج (غراند رابيدز)

### خدمات المكتبات
توفر مكتبات الجامعة فرصًا للبحث والتعاون والدراسة الفردية. تشترك المكتبات بشكل جماعي في أكثر من 60.000 مجلة مطبوعة وإلكترونية. كما أنها تضم أكثر من 1482633 كتابًا بما في ذلك أكثر من 829463 كتابًا إلكترونيًا.

### المجموعات
الموارد الحكومية والخرائط
تعد الجامعة الحكومية في غراندفالي ملتقى للوثائق حكومة الولايات المتحدة وتتلقى 44 بالمائة من الوثائق التي وزعها برنامج مكتبة الإيداع الفيدرالي.
مكتبة مواد المناهج
تضم مكتبة مواد المنهج الدراسي في مركز ديفوس في وسط المدينة مواد تعليمية لمرحلة ما قبل المدرسة حتى الصف الثاني عشر وتوفر مساحات حيث يمكن للتخصصات التعليمية معاينة الموارد وتطوير خطط الدروس وإنشاء وسائط للفصل الدراسي وتجربة مساعدين التدريس.
المجموعات الخاصة ومحفوظات الجامعة
تضم قاعة سيدمان في حرم ألنديل أرشيف الجامعة، والذي يتضمن مجموعات واسعة من الكتب النادرة وروايات ميشيغان، ومجموعة هارفي ليمن حول أبراهام لينكون، ومشروع Young Lords عبر الإنترنت في حديقة لينكولن، وهو أكبر مشروع لاتيني شفهي مجموعة التاريخ في الغرب الأوسط من تأليف خوسيه تشا تشا جيمينيز، والحرب الأهلية الأمريكية، وأوراق مؤلف ميتشيغان الشهير جيم هاريسون. هناك أيضًا مجموعة أنتوني باول، التي تتكون من العديد من الإصدارات من مجموعة "Dance to the Music of Time"، ورواياته الأخرى، ومجموعة كاملة من النشرات الإخبارية لجمعية أنتوني باول ومجلتها سيكرت هارمونيز (Secret Harmonies).
المعارض الفنية والمجموعات
يمكن للطلاب وأعضاء هيئة التدريس والموظفين والزوار الاستمتاع بالأعمال الفنية من المجموعة الدائمة أثناء المشي في مباني الجامعة أو التنزه عبر الحرم الجامعي. المجموعة الدائمة متاحة جسديًا وعبر الإنترنت لاستخدامها كأداة تعليمية وتعليمية للمناقشات الصفية، أو لتكملة أو إلهام البحث الفردي والتعاوني أو العمل الإبداعي، أو كفرصة لأخذ استراحة من العمل والدراسة. مجموعة تضم أكثر من 15000 عمل فني تتميز بالنحت العام والمطبوعات والرسومات والانطباعية الأمريكية وفن السكان الأصليين والفن الهندي والتصوير الفوتوغرافي العالمي والفن المعاصر والمزيد. يتراوح الفنانون الممثلون في المجموعة من أعضاء هيئة التدريس والطلاب والخريجين في الجامعة الحكومية في غراندفالي  ؛ لفناني ميشيغان الإقليميين ؛ للفنانين المشهورين وطنيا ودوليا. معظم المجموعة معروضة ويمكن العثور عليها في جميع أنحاء مباني الجامعة في الحرم الجامعي في ألنديل وغراند رابدز وهولاند ومسكيجون ومدينة ترافيرس وديترويت.
المجموعات الرقمية
تحتوي قاعدة بيانات «المجموعات الرقمية» على مجموعة مختارة من الصور والمراسلات والمذكرات والمقابلات والمنشورات من مقتنيات المجموعات الخاصة بالمكتبات وأرشيفات الجامعات وكيانات جامعية أخرى.
مجموعة دوروثي أ.جونسون للعمل الخيري والقيادة غير الربحية
مجموعة دوروثي أ.جونسون هي مجموعة عن العمل الخيري والعمل التطوعي والقيادة غير الربحية. تعتبر واحدة من أكثرها شمولاً في الولايات المتحدة وهي الوحيدة من نوعها في ميشيغان.

### مكتبة حرم ألنديل
بدأ بناء مكتبة جديدة في حرم ألينديل في مايو 2011 وانتهى في ربيع 2013. 70 مليون دولار، 140,000 قدم مربع (13,000 م2) منشأة تتسع لـ 150.000 كتاب. كما أن لديها نظام تخزين واسترجاع آلي يمكنه التعامل مع 600000 مجلد. تم تسمية المكتبة بمكتبة ماري إيديما بيو للتعلم والمعلومات (Mary Idema Pew Library Learning and Information Commons)، على اسم الراحلة ماري إيديما بيو (Mary Idema Pew). أعلنت وزارة الطاقة الأمريكية أن المكتبة استخدمت جزءًا من مبلغ 21 مليون دولار المخصص لمشاريع المساعدة الفنية لتحسين استخدام الطاقة في المباني التجارية. كانت المكتبة واحدة من 24 مشروعًا فقط في الولايات المتحدة تتلقى المساعدات التي تم تمويلها من قبل قانون الإنعاش وإعادة الاستثمار الأمريكي.

## الرياضة
تتبع فرق غراندفالي ليكرز الرياضية بين الكليات لجامعة غراندفالي. تتنافس فرق غراندفالي ليكرز على مستوى القسم الثاني من الرابطة الأمريكية لرياضة الجامعات وتقدم 20 رياضة جامعية منها 11 للسيدات و 9 للرجال. تشارك الجامعة وعضو مؤسس في مؤتمر البحيرات العظمى بين الكليات الرياضية (Great Lakes Intercollegiate Athletic Conference). فازت الفرق الرياضية في غراندفالي بـ 15 بطولة وطنية في سبع رياضات وكانت الوصيفة الوطنية ثلاثة عشر مرة في ثماني رياضات. فازت جامعة غراندفالي أيضًا بكأس مديري الرابطة الوطنية المرموقة لمديري ألعاب القوى (Directors' Cup) لمدارس القسم الثاني من الرابطة الأمريكية لرياضة الجامعات ثلاثة عشر مرة: في 2004-2011 و 2014-2017 و 2019. حصل ليكرز أيضًا على ست مرات في المركز الثاني في أعوام 2002 و 2003 و 2012 و 2013 و 2018. تُمنح الكأس لأفضل البرامج الرياضية بناءً على التشطيبات الشاملة للفريق الوطني. غراندفالي هي أول كلية تقع شرق نهر المسيسيبي تفوز بكأس المدير للفرقة الثانية من الرابطة الوطنية لرياضة الجامعات.

### تميمة الحظ
التميمة الرسمية الجامعة الحكومية في غراندفالي هي لوي الليكري (Louie the Laker).

### أغنية القتال (أغنية الفوز)
أغنية «انتصار الجامعة» (GVSU Victory!)، التي يشار إليها أحيانًا باسم «انتصار غراندفالي»، هي أغنية قتالية لفرق غراندفالي ليكرز الرياضية (Grand Valley State University Lakers).

## الفنون

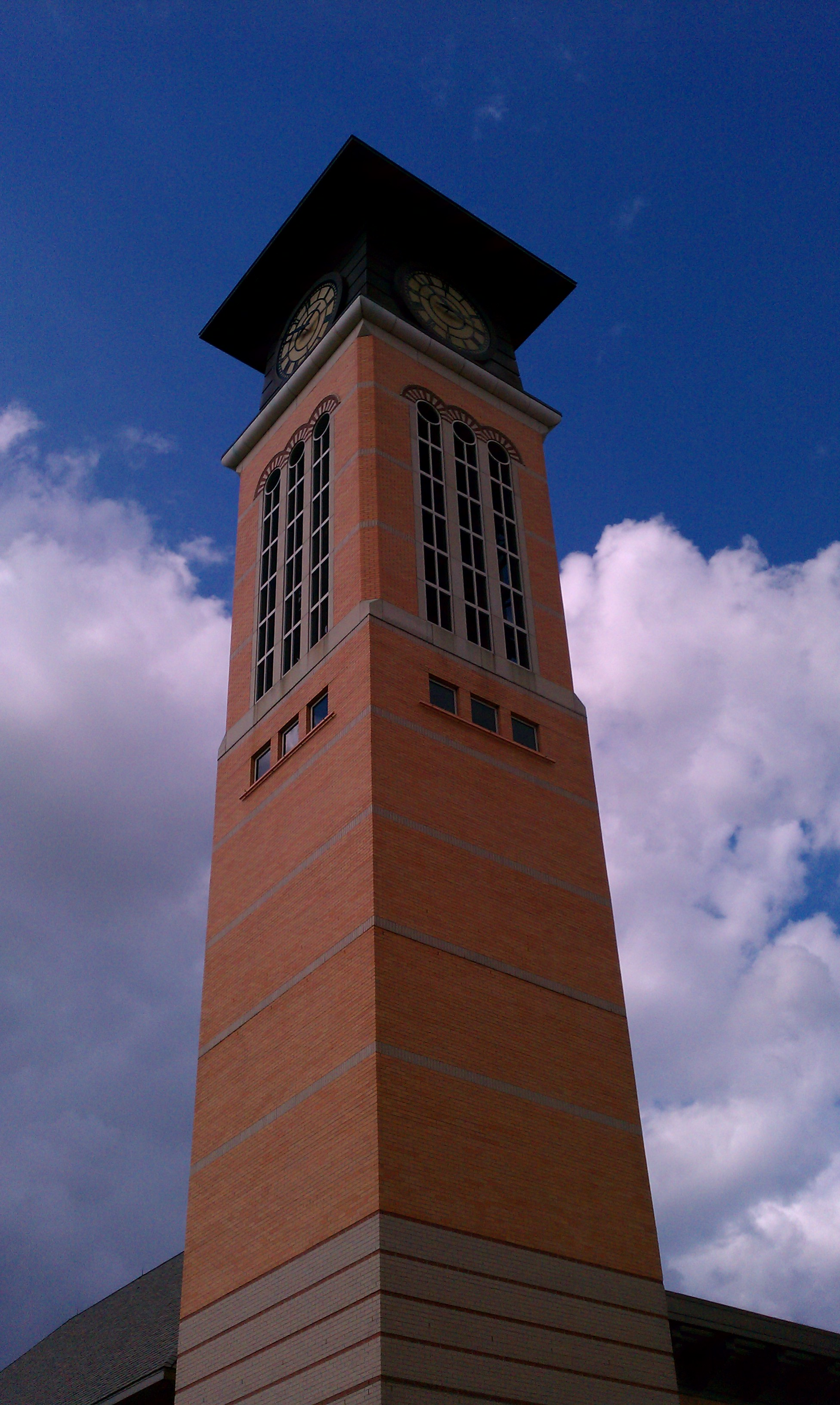
برج بيكرنج فاميلي كاريلون، حرم بيو

### الفنون الجميلة
تمتلك الجامعة الحكومية في غراندفالي  برنامجًا فنيًا معتمدًا من الرابطة الوطنية لمدارس الفن والتصميم (National Association of Schools of Art and Design)،  بما في ذلك التركيز في الرسم التوضيحي والتصميم الجرافيكي والسيراميك والطباعة والرسم والدراسات المرئية والنحت. يحضر طلاب الفنون دروسًا في مركز كالدر للفنون، المسمى بالفنان المعاصر ألكسندر كالدر. يشتمل المبنى على مساحة عرض تحت اسم معرض ستيوارت وباربرا بادنوس للفنون.
يتطلب القبول في برنامج الجامعة الفني مراجعة أولية لعمل الطالب المحتمل. يخضع الطلاب المقبولون بعد ذلك لسلسلة من الفصول التأسيسية التي تعرّفهم بشكل صحيح على الأساسيات الرسمية للفن. يسمح اجتياز مراجعة المؤسسة بالوصول إلى دراسات فنية عالية المستوى، واختيار الاقتراب من التركيز. قد تتم المراجعات اللاحقة بناءً على التركيز، بما في ذلك المراجعات على مستوى المبتدئين والعليا.

### الموسيقى
يقدم البرنامج الموسيقي في الجامعة الحكومية في غراندفالي فرق أداء مختلفة، بما في ذلك 3 فرق أداء وأوركسترا والعديد من فرق الأداء الصغيرة و 230 قطعة موسيقية لفرقة المارش التابعة للجامعة (Laker Marching Band) والفرق الرياضية المساعدة. يضم مركز الفنون الأدائية (The Performing Arts Center) العديد من أماكن التدريب والفصول الدراسية والمختبرات والمكاتب وقاعات التدريب واستديوهات الرقص وورشة عمل مسرحية ومسرح لويس أرمسترونج، جنبًا إلى جنب مع قاعة حفلات شيرمان فان سولكيما الجديدة. تستخدم هذه المساحة للموسيقى والرقص والمسرح التخصصي في الجامعة.
في عام 2016، كان من المتوقع أن تبدأ أعمال التجديد الجديدة لمركز الفنون الأدائية، ومن المقرر الانتهاء من البناء في عام 2017. وتشمل هذه إضافة مسرح الصندوق الأسود الصغير، ومساحات الدراسة الجديدة، ومساحة التدريب، والمختبرات، إلى جانب التجديدات التجميلية.
فرقة موسيقية جديدة
أصدرت فرقة الموسيقى الجديدة (New Music Ensemble)، من إخراج بيل رايان،  قرصين مضغوطين مشهود لهم بالنقد، أولهما تسجيل لموسيقى ستيف رايش لـ 18 موسيقيًا،  والذي ظهر على مخطط بيلبورد كلاسيكال كروس أوفر، والثانية بعنوان إن سي ريمكست (In C Remixed)،  مشروع ريمكس لتيري رايليز، والذي تضمن أعمال بعض أفضل الملحنين الإلكترونيين ودي جي في العالم، بما في ذلك تود رينولدز، ومايكل لوينسترن، والحائز على جائزة بوليتسر ديفيد لانغ. عرض NME في Le Poisson Rouge في مدينة نيويورك في 2 نوفمبر 2009  وسابقًا في مهرجان بانغ آن كان (Bang on a Can) لعام 2007.
فرقة البوق
من إخراج ريتشارد ستولزل (Richard Stoelzel)، كانت فرقة البوق في جامعة غراندفالي من كبار المنافسين في مسابقة البوق الوطنية (National Trumpet Competition) لما يقرب من عقد من الزمان، حيث احتلت المرتبة الأولى في قسم الفرقة في عامي 2006 و 2008. قامت المجموعة بتكليف أربعة مقطوعات من قبل الملحن إريك موراليس منذ عام 2005، اثنتان منها أصبحتا القطع الفائزة، وواحدة منها لم تُنشر بعد. قامت فرقة البوق بالعزف مرتين خلال المؤتمرات الصيفية لنقابة البوق الدولية في عامي 2007  و 2009.

## الحياة الطلابية
يقع مكتب الحياة الطلابية في جامعة غراندفالي في مركز كيركوف (Kirkhof Center) بالقرب من وسط حرم ألينديل. مكاتبها هي موطن لمركز تعليم خدمة المجتمع، وحياة الأخوة، وبرامج القيادة في ليكر، وأحداث وتقاليد الحرم الجامعي الرئيسية، والمنظمات الطلابية، وبرنامج التوجيه الانتقالي.

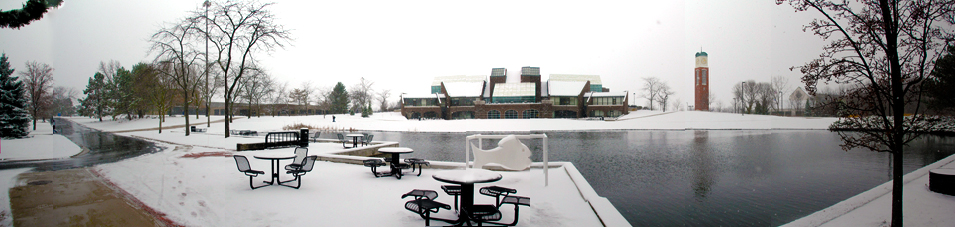
منظر بانورامي لحديقة كيركوف في حرم ألنديل

### الحياة الأخوية والنوادي النسائية
يوجد في الجامعة الحكومية في غراندفالي 30 أخوية وجمعية نسائية. اعتبارًا من شتاء عام 2016، تألف مجتمع جامعة غراندفالي للأخوة والناشئة من 1600 عضو جامعي، يمثلون حوالي 7.8 ٪بالمائة من السكان الجامعيين.

#### الأخويات
- المجلس المشترك بين الأخوة (Interfraternity Council)
  1. ألفا إبسيلون باي (Alpha Epsilon Pi)
  2. ألفا سيغما فيل (Alpha Sigma Phi)
  3. ألفا تاو أوميجا (Alpha Tau Omega)
  4. دلتا سيجما فاي (Delta Sigma Phi)
  5. دلتا تاو دلتا (Delta Tau Delta)
  6. سيجما باي (Sigma Pi)
  7. فيل غاما ديلتا (Phi Gamma Delta)
  8. ثيتا تشي (Theta Chi)
  9. بي كابا في (Pi Kappa Phi)
- المجلس اليوناني متعدد الثقافات (Multicultural Greek Council)
  1. سيجما لامدا بيتا (Sigma Lambda Beta)
  2. فيل يوتا ألفا (Phi Iota Alpha)
- المجلس الوطني اليوناني (National Pan-Hellenic Council)

1. ألفا فاي ألفا (Alpha Phi Alpha)
2. فيل فاي ألفا (Phi Beta Sigma)
3. أوميغا بساي فيل (Omega Psi Phi)

#### الجمعيات النسائية
- المؤتمر الوطني اليوناني (National Panhellenic Conference)

1. ألفا سيجما ألفا (Alpha Sigma Alpha)
2. ألفا أميكرون باي (Alpha Omicron Pi)
3. دلتا زيتا (Delta Zeta)
4. ألفا سيجما تاو (Alpha Sigma Tau)
5. سيجما كابا (Sigma Kappa)
6. سيجما سيجما سيجما (Sigma Sigma Sigma)
7. فاي سيجما سيجما (Phi Sigma Sigma)
8. في مو (Phi Mu)
9. جاما فاي بيتا (Gamma Phi Beta)
10. دلتا جاما (Delta Gamma)

- المجلس اليوناني متعدد الثقافات (Multicultural Greek Council)

1. سيجما لامدا جاما (Sigma Lambda Gamma)
2. دلتا فاي لامدا (Delta Phi Lambda)
3. سيجما لامدا أبسيلون (Sigma Lambda Upsilon)
4. دلتا لامدا لامدا (Delta Lambda Lambda)

- المجلس الوطني اليوناني (National Pan-Hellenic Council)

1. ألفا كابا ألفا (Alpha Kappa Alpha)
2. دلتا سيجما ثيتا (Delta Sigma Theta)
3. سيجما جاما رو (Sigma Gamma Rho)
4. زيتا فاي بيتا (Zeta Phi Beta)

### المنظمات الفخرية والمهنية

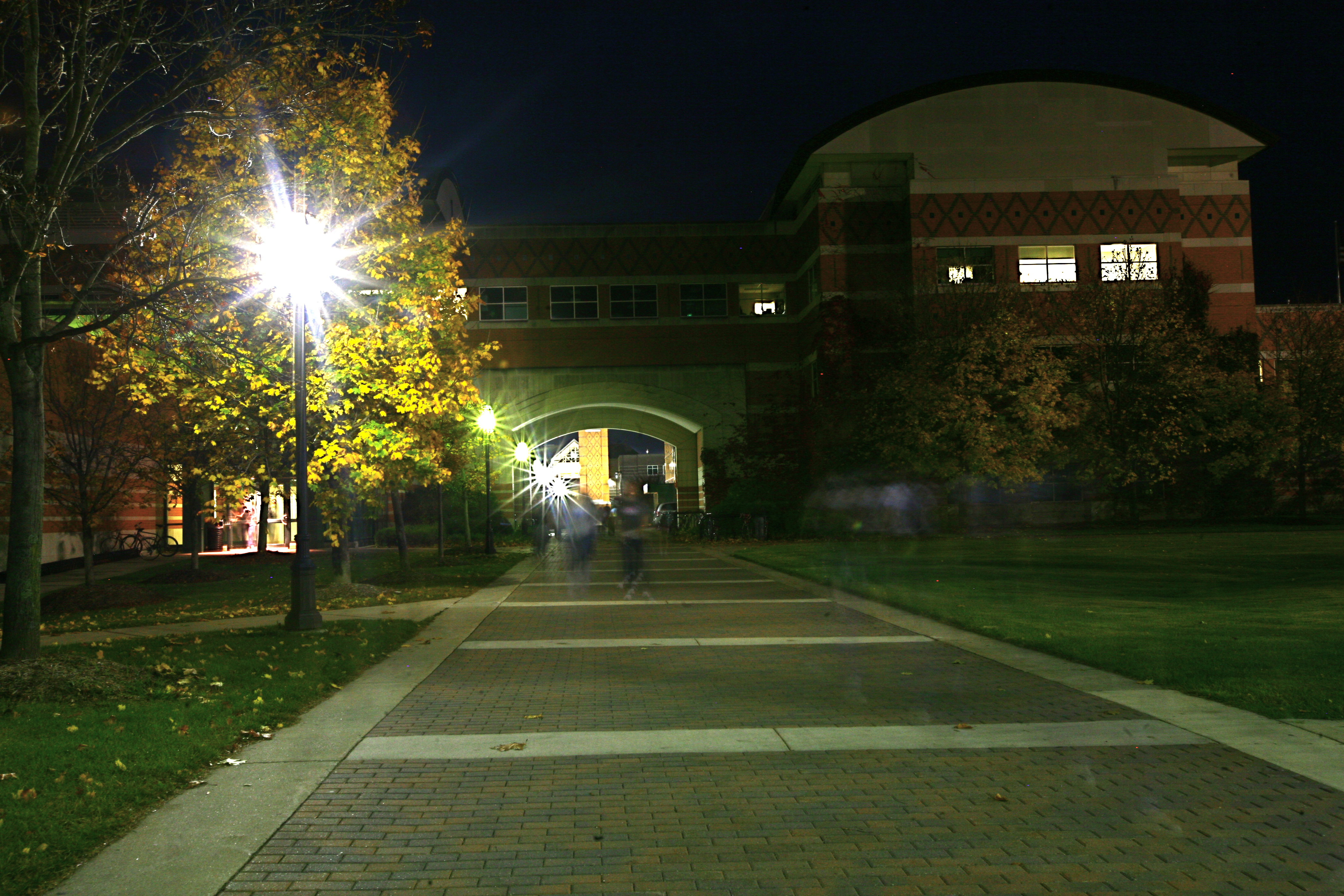
هنري هول آرك في الحرم الجامعي

- ديلتا سيغما باي - جمعية الأخوة المهنية (Professional Fraternity Association)
- وسام أوميغا - الأخوة الوطنية وقيادة الحياة في نادي نسائي، فخري
- أميكرون ديلتا كابا - قيادة جماعية وطنية، فخرية
- ألفا فاي أوميغا - أخوية الخدمة الوطنية المختلطة
- كابا كابا بسي - أخوية الفرق الفخرية الوطنية
- سيجما ألفا إيوتا - الأخوة الموسيقية الوطنية للمرأة
- في مو ألفا سينفونيا - الأخوة الموسيقية الوطنية
- بيتا ألفا بساي - منظمة فخرية دولية للتمويل والمحاسبة وأنظمة المعلومات
- فاي سيجما باي - الأخوة الشرف الوطنية
- في شي تيثا - الأخوة المهنية المختلطة في الأعمال
- ألفا كابا بساي - أخوة أعمال مختلطة مهنية

### الاستدامة

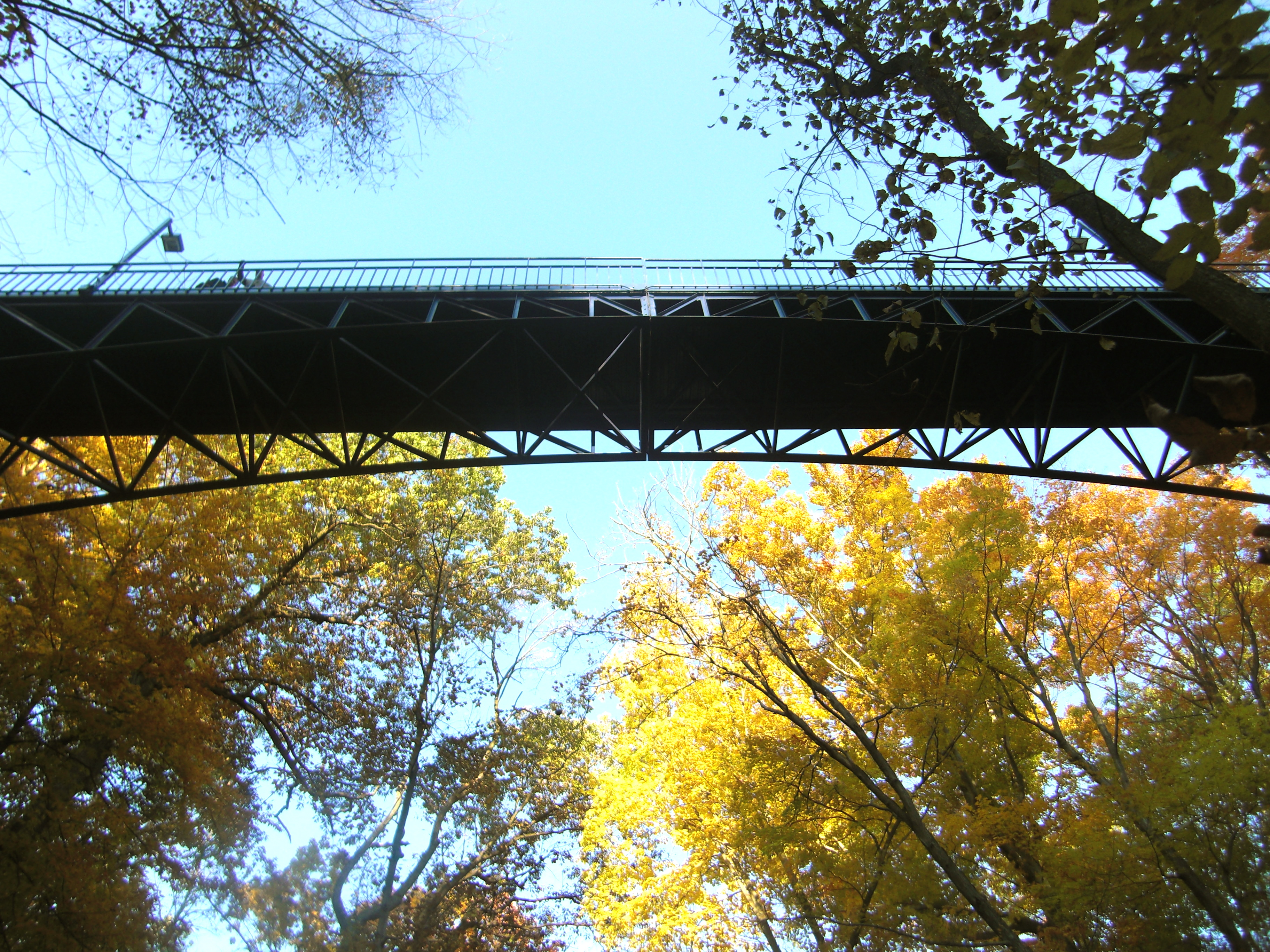
جسر ليتل ماك في حرم جامعة غراندفالي بألنديل

تم إدراج الاستدامة في المرتبة السابعة من القيم الأساسية لجامعة غراندفالي. يوفر مكتب ممارسات الاستدامة التابع للمؤسسة أفضل «الممارسات في الإدارة وعمليات الحرم الجامعي، والفرص التعليمية، وإشراك الطلاب، والمشاركة المجتمعية.»  تشمل البرامج البارزة حديقة مجتمعية بالقرب من حرم ألنديل والتي تعمل أيضًا كمختبر للتعلم متعدد التخصصات يسمى مشروع الزراعة المستدامة  وصندوق إعادة استثمار الاستدامة الذي يتم توزيعه في شكل منح صغيرة للطلاب والموظفين الذين لديهم أفكار يمكنها تحسين البصمة البيئية للحرم الجامعي والمجتمع.

وضعت الجامعة خطة عمل رسمية بشأن المناخ وحددت هدفًا لتقليل مستوى انبعاثات غازات الاحتباس الحراري لعام 2006 بنسبة 20 بالمائة بحلول عام 2020. مُنحت جهود الاستدامة بالجامعة "A−" من قبل معهد محايدة الكربون لعام 2011. تعد درجة الاستدامة الإجمالية في جامعة غراندفالي هي الأعلى بين جامعات ميشيغان التسع التي تم مسحها والمرتبة 28 على مستوى الدولة. في تصنيفات أخرى، تم تصنيف GVSU في المرتبة 16 في العالم والعاشرة في الولايات المتحدة لجهود الاستدامة والإدارة الجامعية الصديقة للبيئة من قبل تصنيف جامعة غرين متريك (GreenMetric) العالمية في إندونيسيا لعام 2011.

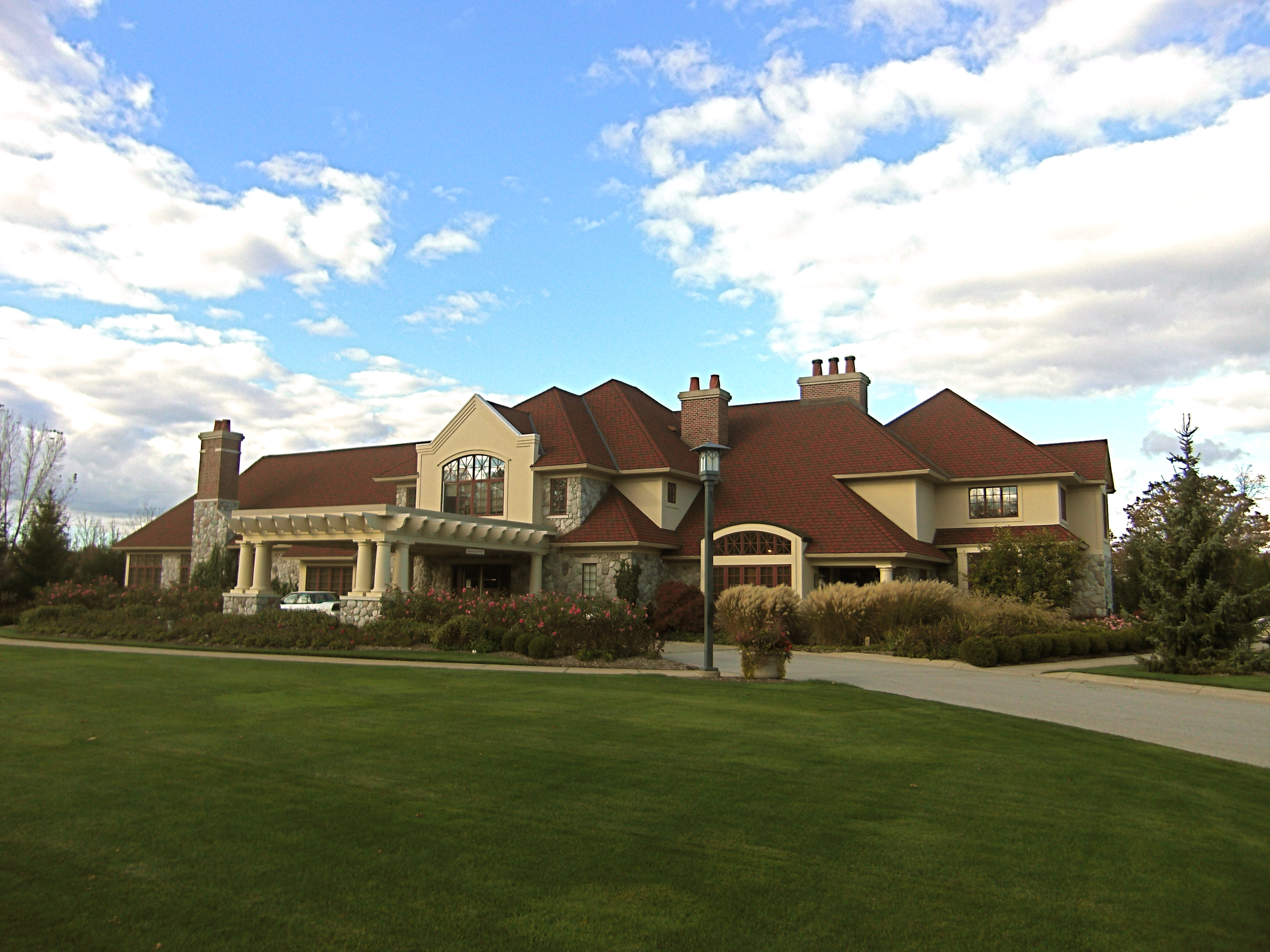
بيت الخريجين في حرم جامعة ولاية غراندفالي - ألينديل

تعد الجامعة موطنًا لأحد عشر مبنى ا الريادة في تصميمات الطاقة والبيئة أو إضافات المباني. العديد من المباني الأخرى بما في ذلك مكتبة ماري إدما بيو الجديدة في مراحل البناء أو التخطيط للحصول على شهادة الريادة في تصميمات الطاقة والبيئة أيضًا. يجب أن تفي جميع أعمال البناء الجديدة والتجديدات الرئيسية في جامعة غراندفالي بمعايير الريادة في تصميمات الطاقة والبيئة التي تتطلبها الجامعة. اعتبارًا من عام 2019، تم الانتهاء من 25 مشروعًا معتمدًا من الريادة في تصميمات الطاقة والبيئة في جامعة غراندفالي. 2.2 مليون دولار سنويًا في فاتورة الطاقة في جامعة غراندفالي من خلال مجموعة من جهود الحفاظ على الطاقة ومشاريع إنشاء الريادة في تصميمات الطاقة والبيئة.
الائتلاف البيئي للطلاب أو (Student Environmental Coalition)، هو منظمة الاستدامة التي يديرها الطلاب في الحرم الجامعي. تتمثل مهمة المجموعة في «المساعدة في إشراك الطلاب في حرم جامعة غراندفالي الجامعي ليكونوا مواطنين واعين من خلال تعزيز الوعي البيئي.» 
بالإضافة إلى ذلك، هناك العديد من البرامج الأكاديمية التي تقدم دراسة الاستدامة. يشمل أولئك الموجودون في كلية الآداب والعلوم الليبرالية الجغرافيا والتخطيط المستدام (الرئيسي والثانوي) وإدارة الموارد الطبيعية (الرئيسية والثانوية). يشمل أولئك الموجودون في كلية بروكس للدراسات متعددة التخصصات تخصص الدراسات الليبرالية وفرع الدراسات البيئية.
استضافت جامعة غراندفالي اجتماعات تتعلق بالاستدامة، بما في ذلك قمة تم فيها استكشاف العديد من قضايا الاستدامة من قبل مسؤولي الجامعة والخبراء المحليين في أبريل 2010،  واجتماع لمجلس ميشيغان لرياح البحيرات العظمى في يوليو 2010 لمناقشة الشؤون البحرية توليد طاقة الرياح.

### الإعلام
لدى جامعة غراندفالي مجموعة متنوعة من المنافذ الإعلامية المعروضة في حرمها الجامعي.
غراندفالي لانثورن (Grand Valley Lanthorn) هي الصحيفة التي يديرها الطلاب، وتنشر يومي الاثنين والخميس خلال العام الدراسي. نسخ من الصحيفة مجانية ومتاحة في كل من حرم ألنديل وغراند رابيدز في أكشاك بيع الصحف المخصصة وعلى الإنترنت. حتى خريف عام 2006، كانت الصحيفة تُنشر مرة واحدة فقط في الأسبوع. يتم نشر 8000 نسخة من الورقة لكل عدد يبلغ مجموعها 16000 نسخة في الأسبوع.
تمتلك جامعة غراندفالي العديد من منافذ الوسائط الإلكترونية بما في ذلك ثلاث محطات إذاعية وثلاث محطات تلفزيونية. وتمتلك الجامعة وتعمل الخاص بها خدمة الإذاعة العامة (Public Broadcasting Service) وخدمة التلفزيوني العام ومحطة WGVU-TV في ألندل، ميشيغان وقناة WGVK-TV، وقناة فضائية بدوام كامل في كالامازو، ميتشيغان. بالإضافة إلى ذلك، تقوم جامعة غراندفالي أيضًا بتشغيل محطتي راديو وطني عام في إذاعتي WGVU (AM) و WGVU-FM بنفس رسائل الاتصال، والتي تتميز بمزيج من موسيقى الجاز والبلوز والأخبار، بما في ذلك البرمجة المحلية في الإذاعة الوطنية العامة. إذاعة الحوث (WCKS) هي محطة إذاعية يديرها الطلاب، تبث عبر الإنترنت و Tunein. تلفزسون غراندفالي (Grand Valley TV) هي محطة تلفزيونية يديرها الطلاب على القناة 46.1  على نظام الكابل الجامعي، أثناء تحميل محتواها على يوتيوب.

### المنظمات الطلابية
اعتبارًا من خريف 2016، تمتلك الجامعة الحكومية في غراندفالي أكثر من 486 منظمة يديرها الطلاب. تشمل المنظمات الطلابية، على سبيل المثال لا الحصر، الفئات الأكاديمية والمهنية، ورياضة الحياة الطلابية، والرياضية الثقافية، والفخرية، وبين الأديان والدينية، والإعلام، والفنون المسرحية، والخدمة والمناصرة، والاهتمامات الخاصة.

### السكن والمهاجع
تعد جامعة غراندفالي موطنًا لـ 29 مركزًا للمعيشة (قاعات إقامة) وثلاثة مجمعات سكنية داخل الحرم الجامعي في حرمها الرئيسي في حرم ألنديل، وقاعتين للإقامة في حرم غراند رابيدز الجامعي، بإجمالي 6068 سريراً. يوجد في جامعة غراندفالي أيضًا ست قاعات فردية لتناول الطعام في الحرم الجامعي للطلاب وأعضاء هيئة التدريس. تقع قاعات الطعام هذه في خمسة مرافق مع وجود خمس قاعات في حرم ألينديل وواحدة في حرم بيو. لدى جامعة غراندفالي أيضًا العديد من فرص العمل في الحرم الجامعي. في 2016-2017، تم توظيف 7280 طالبًا في الحرم الجامعي وبلغ متوسط الأجر 2261 دولارًا في ذلك العام.

## مشاهير
زار توني دانزا فصلًا للغة الإيطالية في عام 2005، وظهر المظهر في عرض توني دانزا في 4 مايو 2005. أعطى الفصل رحلة مجانية لمدة خمسة أيام إلى روما، إيطاليا.
في 18 سبتمبر 2013، أصدرت جامعة غراندفالي أخبارًا دولية بعد أن أزال مسؤولو الجامعة قطعة فنية من الحرم الجامعي. القطعة، رقاص فوكو، كانت تستخدم كدعم في محاكاة ساخرة للفيديو الموسيقي ريكنغ بول (Wrecking Ball) لمايلي سايروس. انتشرت مقاطع الفيديو بسرعة بعد نشرها على وسائل التواصل الاجتماعي، وتم عرضها على CNN، قناة إي على الإنترنت، برنامج صباح الخير يا أمريكا (Good Morning America)، وبرنامج «عرض اليوم» (The Today Show). نشرت الصحف والمواقع في جميع أنحاء البلاد وفي المملكة المتحدة وأيرلندا القصة. ونظم الطلاب وقفة احتجاجية وطالبوا الجامعة «بإعادة تثبيت الكرة».